# Rejon czemerowiecki
Rejon czemerowiecki (ukr. Чемеровецький район, Czemerowećkyj rajon) – jednostka administracyjna wchodząca w skład obwodu chmielnickiego Ukrainy.
Rejon utworzony w 1923, ma powierzchnię 930 km² i liczy około 41 tysięcy mieszkańców. Siedzibą władz rejonu są Czemerowce.
Na terenie rejonu znajdują się 2 osiedlowe rady i 33 silskie rady, obejmujące w sumie 68 miejscowości.

## Miejscowości rejonu
- Andrzejówka (Андріївка)
- Antonówka (Антонівка)
- Bodnariwka (Боднарівка)
- Biała (Біла)
- Bereżanka (Бережанка)
- Brzeżanka Mała (Мала Бережанка)
- Burty (Бурти)
- Chropotowa (Хропотова)
- Cykowa (Цикова)
- Czaharówka (Чагарівка)
- Czarna (Чорна)
- Czemerowce (Чемерівці)
- Czercze (Черче)
- Demkowce (Демківці)
- Dąbrowa (Діброва)
- Dolinówka (Долинівка)
- Dragonówka (Драганівка)
- Dębówka (Дубівка)
- Gajowe (Гайове)
- Goleniszczowe (Голенищеве)
- Huków (Гуків)
- Husiatyń (Гусятин)
- Iwachnowce (Івахнівці)
- Jampolczyk (Ямпільчик)
- Józefówka[2] (Йосипівка)
- Jurkowce (Юрківці)
- Karaczkowce (Карачківці)
- Kormilcza (Кормильча)
- Koczubejów (Кочубіїв)
- Krasnostawce (Красноставці)
- Kryków (Криків)
- Kuhajowce (Кугаївці)
- Kuźmińczyk (Кузьминчик)
- Kutkowce (Кутківці)
- Lanckoroń[3] (Зарічанка)
- Lenińskie (Ленінське)
- Letawa (Летава)
- Łysohorka (Лисогірка)
- Marianówka (Мар'янівка)
- Michałówka (Михайлівка)
- Nowa Huta (Нова Гута)
- Nowe Życie (Нове Життя)
- Olchowiec[4] (Вільхівці)
- Owsie (Вівся)
- Poczapińce (Почапинці)
- Puklaki (Пукляки)
- Piatniczany (П'ятничани)
- Romanówka (Романівка)
- Rudka (Рудка)
- Róża (Ружа)
- Sadowe (Садове)
- Siekierzyńce[5] (Сокиринці)
- Słobódka Skipczańska (Слобідка-Скипчанська)
- Słobódka Smotrycka (Слобідка-Смотрицька)
- Stepanówka (Степанівка)
- Szydłowce[6]  (Шидлівці)
- Świerzkowce (Свіршківці)
- Teremkowce (Теремківці)
- Wiktorówka (Вікторівка)
- Wygoda (Вигода)
- Wiśniowczyk (Вишнівчик)
- Zakupno (Закупне)
- Zalesie (Залісся)
- Załucze[7] (Залуччя)
- Zbrzyż[8] (Збриж)
- Zielona Mała (Мала Зелена)
- Zielona Wielka (Велика Зелена)
- Żabińce (Жабинці)
- Żerdzia (Жердя)